# Классификация автомобильных дорог в России
Классификации автомобильных дорог Российской Федерации — система группировки автомобильных дорог по классам, в соответствии с транспортной функцией, выполняемой автомобильной дорогой. 
Классификации посвящены статья 5 Федерального закона № 257-ФЗ от 8 ноября 2007 года № 257-ФЗ «Об автомобильных дорогах и о дорожной деятельности в Российской Федерации и о внесении изменений в отдельные законодательные акты Российской Федерации» и ГОСТ Р 52398-2005 «Классификация автомобильных дорог. Основные параметры и требования».

## Классификация по значению

### Федеральные трассы
Автомобильные дороги федерального значения находятся в собственности Российской Федерации и финансируются за счёт средств федерального бюджета. К ним относятся автодороги, соединяющие Москву:
- со столицами сопредельных государств;
- с административными центрами субъектов Российской Федерации;
- включённые в перечень международных автомобильных дорог в соответствии с международными соглашениями Российской Федерации.

К федеральным трассам могут относиться автодороги:
- соединяющие между собой административные центры субъектов РФ;
- являющиеся подъездными дорогами к морским портам, речным портам, аэропортам, железнодорожным узлам, стратегическим промышленным предприятиям, научным-исследовательским центрам, районам добычи полезных ископаемых, воинским частям.

### Региональные дороги
Автомобильные дороги России регионального или межмуниципального значения находятся в собственности субъектов Российской Федерации и финансируются из их бюджетов. Критерии отнесения автодорог к автодорогам федерального, регионального или межмуниципального значения утверждаются исполнительными органами государственной власти. В перечень автодорог регионального или межмуниципального значения не могут включаться автодороги федерального значения и их участки.

### Дороги местного значения
Находятся в собственности муниципальных образований и финансируются из их бюджетов (автомобильные дороги поселений, муниципальных районов или городских округов).

### Частные автомобильные дороги
Находятся в частной собственности и финансируются частным собственником. К частным автодорогам общего пользования относятся частные автодороги, не оборудованные устройствами, ограничивающими проезд транспортных средств неограниченного круга лиц. Иные частные автодороги относятся к частным автомобильным дорогам необщего пользования.

## Классы автомобильных дорог
Класс автомобильной дороги — характеристика автомобильной дороги по условиям доступа на неё. Доступ на автомобильную дорогу — возможность въезда на автомобильную дорогу и съезда с неё транспортных средств, определяемая типом пересечения или примыкания. Автомобильные дороги по условиям движения и доступа на них транспортных средств разделяют на три класса — автомагистрали, скоростные дороги и дороги обычного типа.
К классу «автомагистраль» относят автомобильные дороги:
- имеющие на всем протяжении многополосную проезжую часть с центральной разделительной полосой;
- не имеющие пересечений в одном уровне с автомобильными, железными дорогами, трамвайными путями, велосипедными и пешеходными дорожками;
- доступ на которые возможен только через пересечения в разных уровнях, устроенных не чаще, чем через 5 км друг от друга.

К классу «скоростная дорога» относят автомобильные дороги:
- имеющие на всем протяжении многополосную проезжую часть с центральной разделительной полосой;
- не имеющие пересечений в одном уровне с автомобильными, железными дорогами, трамвайными путями, велосипедными и пешеходными дорожками;
- доступ на которые возможен через пересечения в разных уровнях и примыкания в одном уровне (без пересечения потоков прямого направления), устроенных не чаще, чем через 3 км друг от друга.

К классу «дороги обычного типа» относят автомобильные дороги, не отнесённые к классам «автомагистраль» и «скоростная дорога»:
- имеющие единую проезжую часть или с центральной разделительной полосой;
- доступ на которые возможен через пересечения и примыкания в разных и одном уровне, расположенные для дорог категорий IB, II, III не чаще, чем через 600 м, для дорог категории IV не чаще, чем через 100 м, категории V — 50 м друг от друга.

## Категории автомобильных дорог
Категория автомобильной дороги — характеристика, отражающая принадлежность автомобильной дороги соответствующему классу и определяющая технические параметры автомобильной дороги. Автомобильные дороги по транспортно-эксплуатационным качествам и потребительским свойствам разделяют на категории в зависимости от:
- количества и ширины полос движения;
- наличия центральной разделительной полосы;
- типа пересечений с автомобильными, железными дорогами, трамвайными путями, велосипедными и пешеходными дорожками;
- условий доступа на автомобильную дорогу с примыканиями в одном уровне.

Основные технические характеристики классификационных признаков автомобильных дорог приведены в следующей таблице.
| Класс автомобильной дороги                 | Категория автомобильной дороги | Общее количество полос движения | Ширина полосы движения, м | Центральная разделительная полоса | Пересечения с автомобильными дорогами, велосипедными и пешеходными дорожками | Пересечения с железными дорогами и трамвайными путями | Доступ на дорогу с примыкания в одном уровне    |
| ------------------------------------------ | ------------------------------ | ------------------------------- | ------------------------- | --------------------------------- | ---------------------------------------------------------------------------- | ----------------------------------------------------- | ----------------------------------------------- |
| Автомагистраль                             | IA                             | 4 и более                       | 3,75                      | Обязательна                       | В разных уровнях                                                             | В разных уровнях                                      | Не допускается                                  |
| Скоростная дорога                          | IБ                             | 4 и более                       | 3,75                      | Обязательна                       | В разных уровнях                                                             | В разных уровнях                                      | Допускается без пересечения прямого направления |
| Дорога обычного типа (нескоростная дорога) | IВ                             | 4 и более                       | 3,75                      | Обязательна                       | Допускаются пересечения в одном уровне со светофорным регулированием         | В разных уровнях                                      | Допускается без пересечения прямого направления |
| Дорога обычного типа (нескоростная дорога) | II                             | 4                               | 3,5                       | Обязательна                       | Допускаются пересечения в одном уровне со светофорным регулированием         | В разных уровнях                                      | Допускается                                     |
| Дорога обычного типа (нескоростная дорога) | II                             | 2 или 3                         | 3,75                      | Не требуется                      | Допускаются пересечения в одном уровне                                       | В разных уровнях                                      | Допускается                                     |
| Дорога обычного типа (нескоростная дорога) | III                            | 2                               | 3,5                       | Не требуется                      | Допускаются пересечения в одном уровне                                       | В разных уровнях                                      | Допускается                                     |
| Дорога обычного типа (нескоростная дорога) | IV                             | 2                               | 3,0                       | Не требуется                      | Допускаются пересечения в одном уровне                                       | Допускается пересечение в одном уровне                | Допускается                                     |
| Дорога обычного типа (нескоростная дорога) | V                              | 1                               | 4,5 и более               | Не требуется                      | Допускаются пересечения в одном уровне                                       | Допускается пересечение в одном уровне                | Допускается                                     |

### Расчётная интенсивность движения
В зависимости от категории, определена расчётная интенсивность движения на автомобильных дорогах:
| Категория автомобильной дороги | Категория автомобильной дороги | Расчётная интенсивность движения (приведённых ед./сут.) |
| ------------------------------ | ------------------------------ | ------------------------------------------------------- |
| Автомагистраль                 | IА                             | более 14000                                             |
| Скоростная дорога              | IБ                             | более 14000                                             |
| Обычные дороги (нескоростные)  | IВ                             | более 14000                                             |
| Обычные дороги (нескоростные)  | II                             | более 6000                                              |
| Обычные дороги (нескоростные)  | III                            | 2000—6000                                               |
| Обычные дороги (нескоростные)  | IV                             | 200—2000                                                |
| Обычные дороги (нескоростные)  | V                              | менее 200                                               |

## Идентификационный номер автодороги
Идентификационный номер автомобильной дороги состоит из четырёх разрядов. Разряд состоит из заглавных букв русского алфавита и (или) арабских цифр, которые могут отделяться друг от друга дефисом. Часто для идентификации дороги пользуются только четвёртым разрядом.
Первый разряд идентифицирует дорогу по отношению к собственности и содержит от двух до восьми знаков, объединённых в одну, две или три группы:
- для автомобильной дороги, относящейся к собственности Российской Федерации, первый разряд содержит только первую группу знаков, состоящую из двух нолей — 00;
- для автомобильной дороги, относящейся к собственности субъекта РФ, первый разряд содержит только первую группу знаков, соответствующих коду объектов первого уровня классификации ОКАТО, например: для Алтайского края — 01;
- для автомобильной дороги, относящейся к собственности муниципального образования, первый разряд идентификационного номера автомобильной дороги может состоять из двух или трёх групп знаков, соответствующих коду объектов первого и второго или первого, второго и третьего уровня классификации ОКАТО, например: для Алейского района Алтайского края — 01-201; для Алейского сельсовета Алейского района Алтайского края — 01-201-802.

Второй разряд идентифицирует автодорогу по виду разрешённого пользования и состоит из двух букв:
- ОП — для автодороги общего пользования;
- НП — для автомобильной дороги необщего пользования.

Третий разряд идентифицирует автодорогу по значению и состоит из двух букв:
- ФЗ — для автодороги, относящейся к собственности Российской Федерации (автомобильная дорога федерального значения);
- РЗ или МЗ — для автодороги, относящейся к собственности субъекта РФ (автомобильная дорога регионального или межмуниципального значения соответственно);
- МП, МР или МГ — для автодороги, относящейся к собственности муниципального образования (автомобильная дорога поселения, муниципального района или городского округа соответственно);
- ЧС — для автодороги, относящейся к частной или иной форме собственности.

Четвёртый разряд представляет собой учётный номер автомобильной дороги, состоящий из заглавных букв русского алфавита и (или) арабских
цифр, включающих в себя, в том числе через дефис, порядковый номер автомобильной дороги. Учётный номер автомобильной дороги обязательно включает в себя заглавную букву русского алфавита:
- M — для автодорог федерального значения, соединяющих Москву со столицами иностранных государств и административными центрами субъектов РФ.
- Р — для автодорог федерального или регионального значения, соединяющих административные центры РФ.
- А — для автодорог федерального или регионального значения, являющихся подъездом к крупнейшим транспортным узлам (например, аэропортам), подъездом к специальным объектам либо подъездом от административного центра субъекта РФ, не имеющего дорожной связи с Москвой, к морским или речным портам, аэропортам и железнодорожным станциям либо границам других государств; для автодорог, соединяющих дороги федерального значения между собой.
- К — для прочих автодорог регионального значения.
- Н — для автодорог межмуниципального значения.

Учётный номер автодорог регионального и межмуниципального значения начинается группой знаков, соответствующих коду объектов первого уровня классификации ОКАТО, например: для Алтайского края — 01К-XXX либо 01Н-ХХХ, где XXX — порядковый номер автомобильной дороги. Четвёртый разряд идентификационного номера автомобильной дороги, включённой в состав маршрутов международных автомобильных дорог, дополняется через дефис в скобках номером международного европейского или азиатского маршрута, например: автомобильная дорога общего пользования федерального значения М-1 «Беларусь» будет иметь следующий идентификационный номер: 00 ОП ФЗ М-1-(Е30-АН6). Четвёртый разряд идентификационного номера автомобильной дороги может использоваться для целей обозначения автодорог на дорожных знаках и указателях и их отображения на картографическом материале.
Примеры идентификационных номеров автодорог:
- 00 ОП ФЗ М-1 (Е30, АН6) — автодорога М-1 «Беларусь»[10]
- 01 ОП РЗ 01К-01 — Мостовой переход через реку Обь в городе Барнауле[11]
- 94 ОП РЗ Р-1 — Воткинское шоссе (город Ижевск)[12]